# Dichostates quadripunctatus
Dichostates quadripunctatus är en skalbaggsart som först beskrevs av Louis Alexandre Auguste Chevrolat 1855.  Dichostates quadripunctatus ingår i släktet Dichostates och familjen långhorningar.
Artens utbredningsområde är:
- Benin.
- Togo.

Inga underarter finns listade i Catalogue of Life.